# Steffen Emmert
Steffen Emmert (* 1969 in Schweinfurt) ist ein deutscher Dermatologe mit Forschungsschwerpunkt schwarzer Hautkrebs. Seit 2015 ist Emmert Direktor der Klinik und Poliklinik für Dermatologie und Venerologie der Universitätsmedizin Rostock.

## Leben und Forschung
Emmert hat von 1988 bis 1995 an der Universität Würzburg Humanmedizin studiert. 1996 folgte seine Promotion zum Thema „Untersuchungen zur Gentoxizität und Mutagenität von 1,2-Dioxetanen in menschlichen Zellen mit Hilfe eines Plasmid-Shuttle-Vektors“. Für seine klinische Weiterbildung in Dermatologie wechselte Emmert an die Universität Göttingen. Neben der klinischen Tätigkeit setzte er hier seine wissenschaftliche Tätigkeit im Bereich DNA-Reparatur fort, unter anderem führte Emmert Untersuchungen zur Chemoresistenz von Melanomzellen in Abhängigkeit ihres DNA-Reparaturstatus durch. 1997 begann Emmert seine Tätigkeit als Postdoktorand an den National Institutes of Health in den USA, wo er sich am Basic Research Laboratory, Center for Cancer Research, des National Cancer Institutes mit dem Forschungsbereich Nukleotid-Exzisions-DNA-Reparatur und Xeroderma pigmentosum auseinandersetzte. Emmert legte erste klinische, molekulare, genetische und epidemiologische Arbeiten zu Xeroderma pigmentosum ab. An die Hautklinik der Universität Göttingen ging Emmert im Jahr 2000 zurück und wurde 2002 Facharzt für Haut- und Geschlechtskrankheiten, daraufhin wurde er Oberarzt mit den Zusatzbezeichnungen Allergologie, Phlebologie und medikamentöse Tumortherapie in der allgemeinen Ambulanz und dem Bereich Photodiagnostik und -therapie der Hautklinik. Seine Habilitation 2003 thematisierte „Untersuchungen zur Nukleotid-Exzisions-DNA-Reparatur und UV-induzierter Karzinogenese“. Seit 2005 ist er Universitätsprofessor für Dermatologie und Venerologie.
Emmerts Forschungen richten sich auf die molekulargenetischen Analyse von Xeroderma pigmentosum sowie weiterer Genodermatosen, insbesondere den Ichthyosen, sowie der Bedeutung von Genvariationen in DNA-Reparaturgenen für die Hautkanzerogenese in der normalen Bevölkerung und für das therapeutische Ansprechen des malignen Melanoms.
Seit 2015 ist Emmert Chefarzt der Klinik für Dermatologie und Venerologie an der Rostocker Universitätshautklinik.
Seit 2020 ist Emmert Studiendekan der Universitätsmedizin Rostock.

## Mitgliedschaften und Auszeichnungen
- Gründungsmitglied Nationales Zentrum für Plasmamedizin e.V.[3]
- Gründungsmitglied Forum Plasmamedizin (FPM) an der Universitätsmedizin Göttingen[4]
- 2013: Deutschen Hautkrebspreis[5]
- 2015: Innovationspreis der Stiftung „Familie Klee“[6]
- 2015: Fraunhofer-Preis „Technik für den Menschen“[7]
- 2024: Helmholtz-Preis der Physikalisch-Technischen Bundesanstalt
- 2025: Plasma Medicine Award[8]